# Matt Abts
Matt Abts (nacido el 30 de septiembre de 1953) es un baterista estadounidense,  conocido como uno de los miembros fundadores de la banda de rock Gov't Mule.

## Biografía
Asistió a la escuela secundaria en Panamá donde comenzó a tocar música. Después de mudarse a Virginia, tocó en bandas locales durante ocho años y luego se mudó a Florida. Allí tocó y grabó un álbum con Chuck & John and the News, una banda de bar local de Bradenton, Florida, a principios de la década de 1980. En 1984, tocó la batería para Dickey Betts y Chuck Leavell. Abts grabó Pattern Disruptive con la Dickey Betts Band en 1988, que también incluía al guitarrista y vocalista Warren Haynes. Abts se unió a Haynes y Allen Woody, quienes habían sido miembros de The Allman Brothers Band, para formar Gov't Mule en 1994. 
También ha tocado en la banda tributo a Pink Floyd, Blue Floyd, conocida por sus versiones de blues de canciones de Pink Floyd,  y con el bajista Jorgen Carlsson en Planet of the Abts, una rama de 2011 de Gov't Mule. 